# Pál Iványi
Dans le nom hongrois Iványi Pál, le nom de famille précède le prénom, mais cet article utilise l’ordre habituel en français Pál Iványi, où le prénom précède le nom.
Pál Iványi, né le 25 août 1942 à Budapest, est un homme politique hongrois, président du conseil de Budapest entre 1987 et 1988.